# Epipactis bugacensis
Epipactis bugacensis är en orkidéart som beskrevs av Karl Robatsch. Epipactis bugacensis ingår i släktet knipprötter, och familjen orkidéer.

## Underarter
Arten delas in i följande underarter:
- E. b. bugacensis
- E. b. rhodanensis